# Sarry (Saône-et-Loire)
Pour les articles homonymes, voir Sarry.
Sarry est une commune française située dans le département de Saône-et-Loire, en région Bourgogne-Franche-Comté.

## Géographie

### Localisation
Sarry fait partie du Brionnais.
En distances orthodromiques, la commune est située à environ 75 km au sud-ouest de Chalon-sur-Saône, 55 km à l'ouest de Mâcon, 80 km au nord-ouest de Lyon, 100 km au nord de Saint-Étienne et 55 km au nord-est de Vichy.
Par la route, Sarry est située à environ 17 km au sud de Paray-le-Monial, 20 km de Charolles, 8 km au nord-est de Marcigny et moins de 40 km de Roanne. Les villages les plus proches sont Saint-Didier-en-Brionnais et Briant, respectivement à environ 3 km au nord et moins de 4 km à l'est-sud-est.
|             | Saint-Didier-en-Brionnais |            |
| Anzy-le-Duc | Sarry (Saône-et-Loire)    | Briant     |
|             | Semur-en-Brionnais        | Sainte-Foy |

### Hydrographie

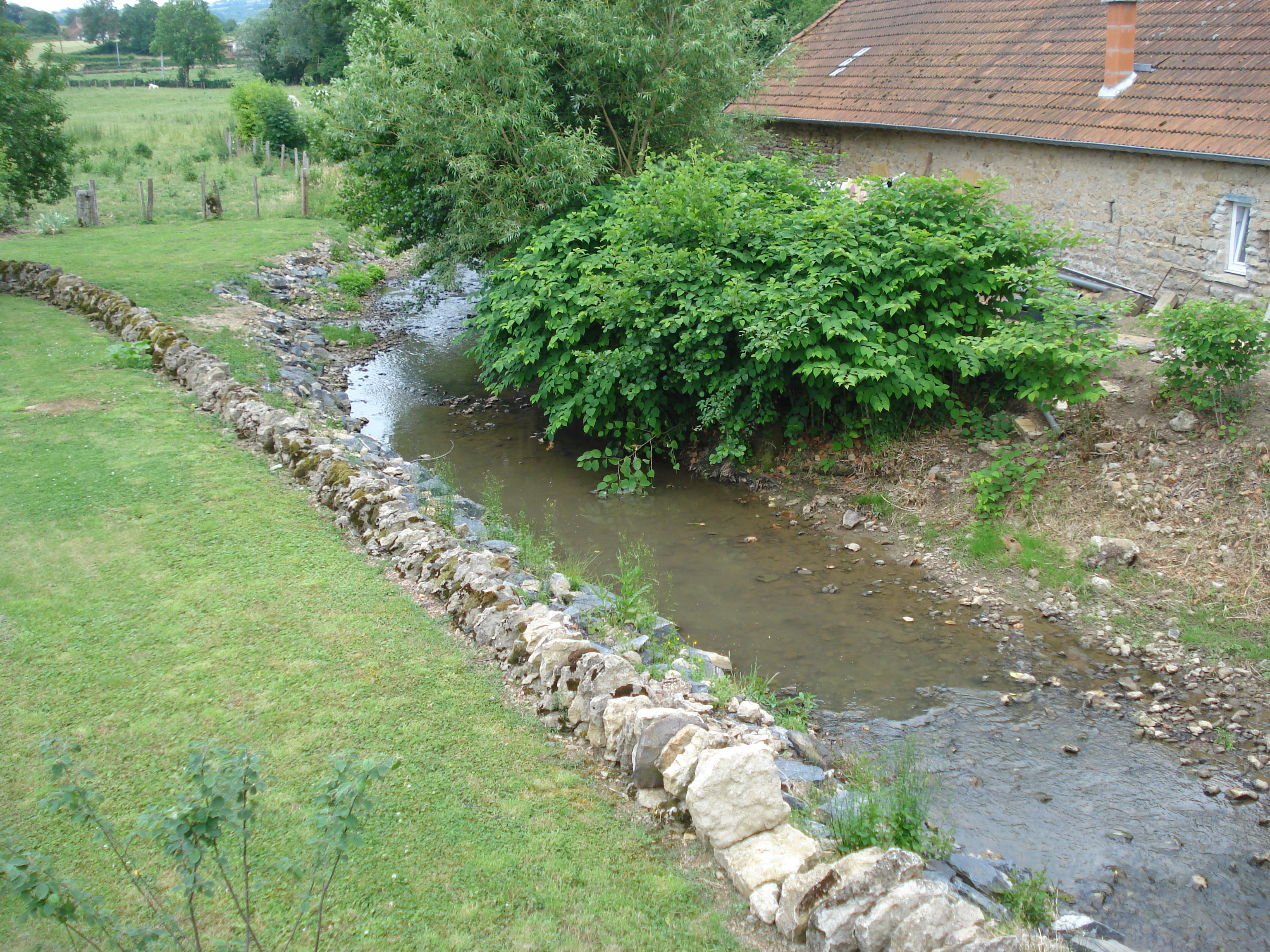
La Belaine à Sarry.

La commune est traversée d'est en ouest par la Belaine, un affluent de l'Arconce long de 9,4 km. Un peu à l'est de Sarry, un ruisseau d'une longueur de 1 km conflue avec la Belaine.

### Voies de communication et transports
La commune est desservie par la départementale 108 suivant un axe sud-nord depuis Marcigny jusqu'aux environs de Varenne-l'Arconce et la départementale 174 sur un axe ouest-est, partant de Montceaux-l'Étoile et faisant la jonction à l'est de Sarry et Briant avec la départementale 20.
L'accès d'autoroute le plus proche est situé à Balbigny dans le département de la Loire, à environ 65 km et permet d'emprunter l'autoroute A89 ; quasiment à la jonction avec l'autoroute A79 vers Saint-Étienne. L'autoroute A6 peut-être empruntée à Mâcon-sud, à environ 75 km de Sarry.
La gare ferroviaire la plus proche, à environ 20 km, est celle de La Clayette - Baudemont sur la ligne Paray-le-Monial - Lyon.

### Climat
Pour des articles plus généraux, voir Climat de la Bourgogne-Franche-Comté et Climat de Saône-et-Loire.
En 2010, le climat de la commune est de type climat océanique dégradé des plaines du Centre et du Nord, selon une étude du Centre national de la recherche scientifique s'appuyant sur une série de données couvrant la période 1971-2000. En 2020, Météo-France publie une typologie des climats de la France métropolitaine dans laquelle la commune est dans une zone de transition entre le climat océanique altéré et le climat de montagne ou de marges de montagne et est dans la région climatique Centre et contreforts nord du Massif Central, caractérisée par un air sec en été et un bon ensoleillement.
Pour la période 1971-2000, la température annuelle moyenne est de 10,8 °C, avec une amplitude thermique annuelle de 16,9 °C. Le cumul annuel moyen de précipitations est de 838 mm, avec 11,4 jours de précipitations en janvier et 7,5 jours en juillet. Pour la période 1991-2020, la température moyenne annuelle observée sur la station météorologique de Météo-France la plus proche, « Briant », sur la commune de Briant à 3 km à vol d'oiseau, est de 11,7 °C et le cumul annuel moyen de précipitations est de 930,7 mm. 
La température maximale relevée sur cette station est de 40 °C, atteinte le 12 août 2003 ; la température minimale est de −14,7 °C, atteinte le 31 décembre 1996,,.
Les paramètres climatiques de la commune ont été estimés pour le milieu du siècle (2041-2070) selon différents scénarios d'émission de gaz à effet de serre à partir des nouvelles projections climatiques de référence DRIAS-2020. Ils sont consultables sur un site dédié publié par Météo-France en novembre 2022.

## Urbanisme

### Typologie
Au 1er janvier 2024, Sarry est catégorisée commune rurale à habitat très dispersé, selon la nouvelle grille communale de densité à sept niveaux définie par l'Insee en 2022.
Elle est située hors unité urbaine et hors attraction des villes,.

### Occupation des sols
L'occupation des sols de la commune, telle qu'elle ressort de la base de données européenne d’occupation biophysique des sols Corine Land Cover (CLC), est marquée par l'importance des territoires agricoles (84,6 % en 2018), une proportion identique à celle de 1990 (84,6 %). La répartition détaillée en 2018 est la suivante : prairies (81,5 %), forêts (15,4 %), zones agricoles hétérogènes (3,1 %). L'évolution de l’occupation des sols de la commune et de ses infrastructures peut être observée sur les différentes représentations cartographiques du territoire : la carte de Cassini (XVIIIe siècle), la carte d'état-major (1820-1866) et les cartes ou photos aériennes de l'IGN pour la période actuelle (1950 à aujourd'hui).

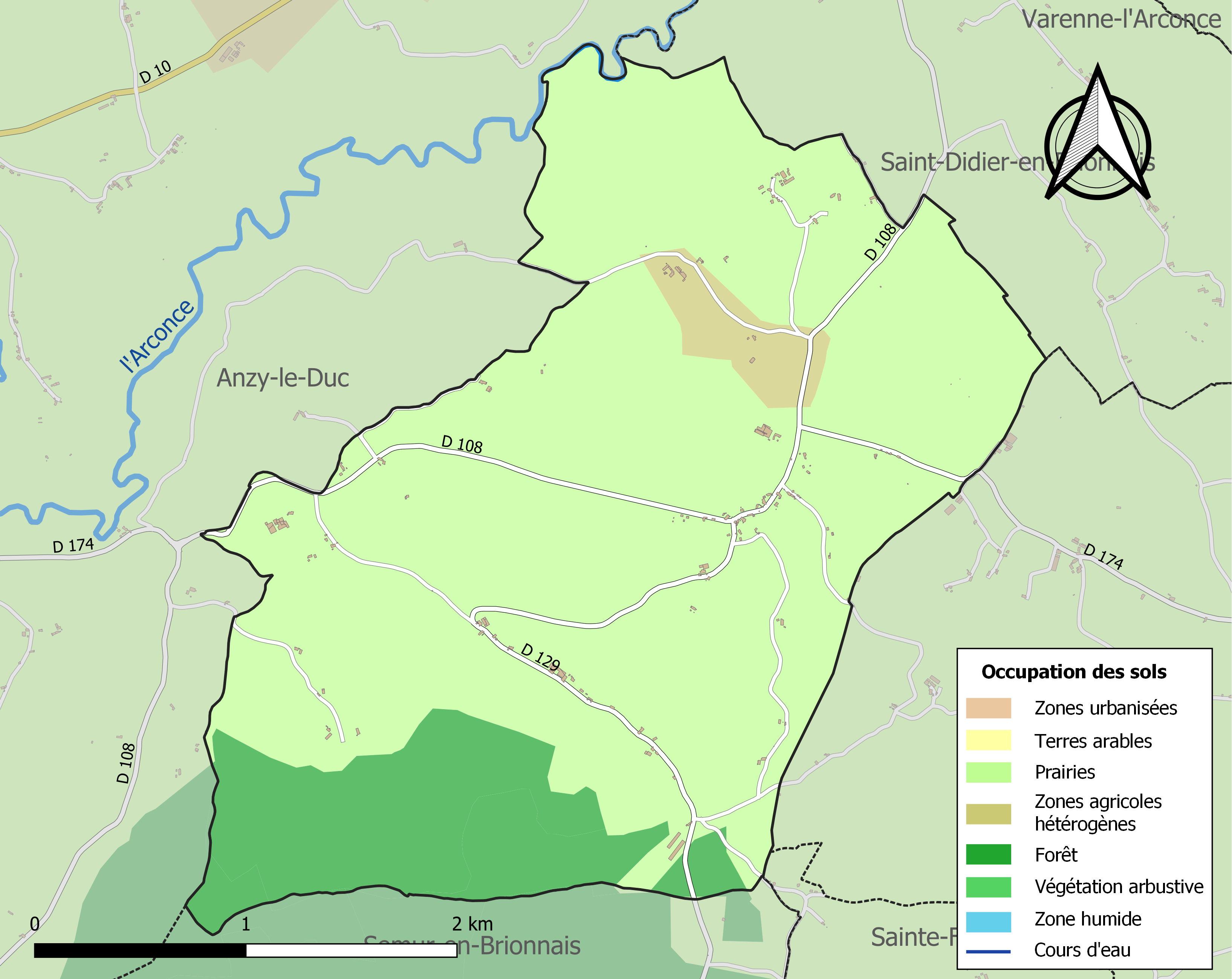
Carte des infrastructures et de l'occupation des sols de la commune en 2018 (CLC).

## Toponymie
Les noms donnés à l'actuel Sarry ont été successivement : Sarriacus, avant 1312, Sarrie, 1376, Sarrye, 1382, Sarry-en-Brionnais en 1783.

## Histoire
La présence humaine sur le territoire communal est attestée depuis au moins l'âge de bronze, puisque ont été découverts « au lieu-dit les Pinauts un atelier de haches et divers objets ».
En 1728, Louis IV Henri de Bourbon-Condé, prince du sang en disgrâce et gouverneur de Bourgogne y épousa Caroline de Hesse-Rheinfels.

## Politique et administration

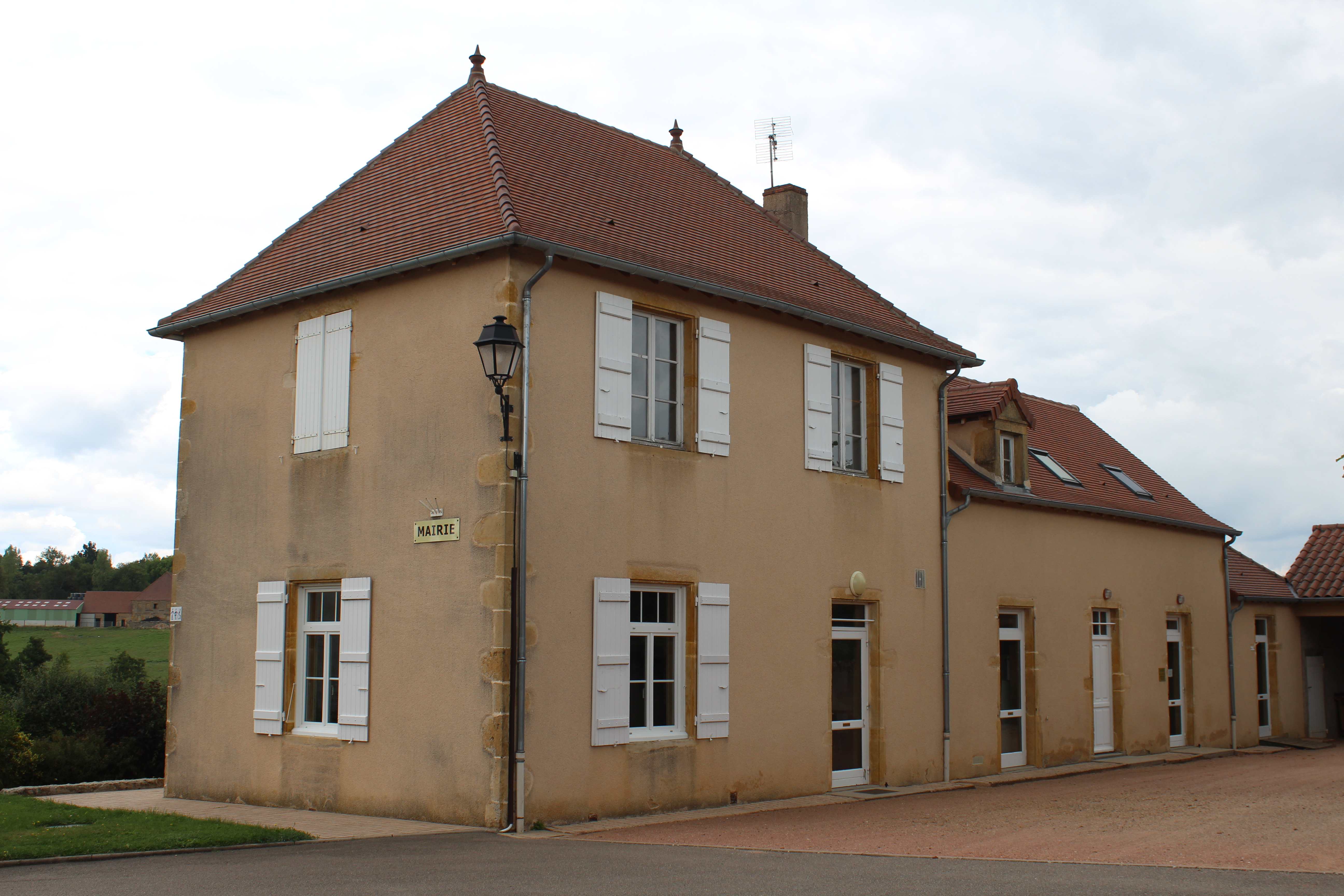
Mairie.

| Période                                  | Période   | Identité            | Étiquette      | Qualité |
| ---------------------------------------- | --------- | ------------------- | -------------- | ------- |
| 1982                                     | mars 2014 | Georges Gervais     | Sans étiquette |         |
| mars 2014                                | mars 2020 | Anne Neyrand        | Sans étiquette |         |
| mars 2020                                | en cours  | François de Belizal | Sans étiquette |         |
| Les données manquantes sont à compléter. |           |                     |                |         |

## Démographie
L'évolution du nombre d'habitants est connue à travers les recensements de la population effectués dans la commune depuis 1793. Pour les communes de moins de 10 000 habitants, une enquête de recensement portant sur toute la population est réalisée tous les cinq ans, les populations de référence des années intermédiaires étant quant à elles estimées par interpolation ou extrapolation. Pour la commune, le premier recensement exhaustif entrant dans le cadre du nouveau dispositif a été réalisé en 2008.

En 2022, la commune comptait 95 habitants, en évolution de −16,67 % par rapport à 2016 (Saône-et-Loire : −1,06 %, France hors Mayotte : +2,11 %).
| 1793 | 1800 | 1806 | 1821 | 1831 | 1836 | 1841 | 1846 | 1851 |
| ---- | ---- | ---- | ---- | ---- | ---- | ---- | ---- | ---- |
| 386  | 305  | 320  | 340  | 355  | 327  | 289  | 322  | 329  |

| 1856 | 1861 | 1866 | 1872 | 1876 | 1881 | 1886 | 1891 | 1896 |
| ---- | ---- | ---- | ---- | ---- | ---- | ---- | ---- | ---- |
| 338  | 333  | 344  | 302  | 328  | 352  | 332  | 341  | 297  |

| 1901 | 1906 | 1911 | 1921 | 1926 | 1931 | 1936 | 1946 | 1954 |
| ---- | ---- | ---- | ---- | ---- | ---- | ---- | ---- | ---- |
| 268  | 239  | 231  | 234  | 227  | 206  | 213  | 203  | 193  |

| 1962 | 1968 | 1975 | 1982 | 1990 | 1999 | 2006 | 2008 | 2013 |
| ---- | ---- | ---- | ---- | ---- | ---- | ---- | ---- | ---- |
| 216  | 163  | 156  | 142  | 132  | 135  | 125  | 122  | 124  |

| 2018 | 2022 | - | - | - | - | - | - | - |
| ---- | ---- | - | - | - | - | - | - | - |
| 95   | 95   | - | - | - | - | - | - | - |

### Structure et évolution récente de la population
La population de 2015, de 123 habitants (120 en 2010, se répartit en 32 personnes de moins de 30 ans, 45 ont entre 30 et 59 ans et 47 ont 60 ans et plus. 71 habitants sont des hommes et 52 des femmes, 72 personnes constituent la population active.
La population a augmenté de 2 personnes de 2008 à 2013, elle avait diminué de 41 habitants entre les recensements de 1968 et de 2008.

### Logement
En 2015, le nombre de logements est de 75, dont 58 résidences principales, 14 résidences secondaires et 3 logements vacants ; 73 sont des maisons individuelles et 2 des appartements ; 44 ménages sont propriétaires de leur logement, 10 sont locataires et 4 sont logés gratuitement.
La plupart des logements de Sarry ont été construits avant 1919, soit 45 logements, dont deux appartements, et onze, exclusivement des maisons, le sont entre 1971 et 2012.

## Économie et emploi

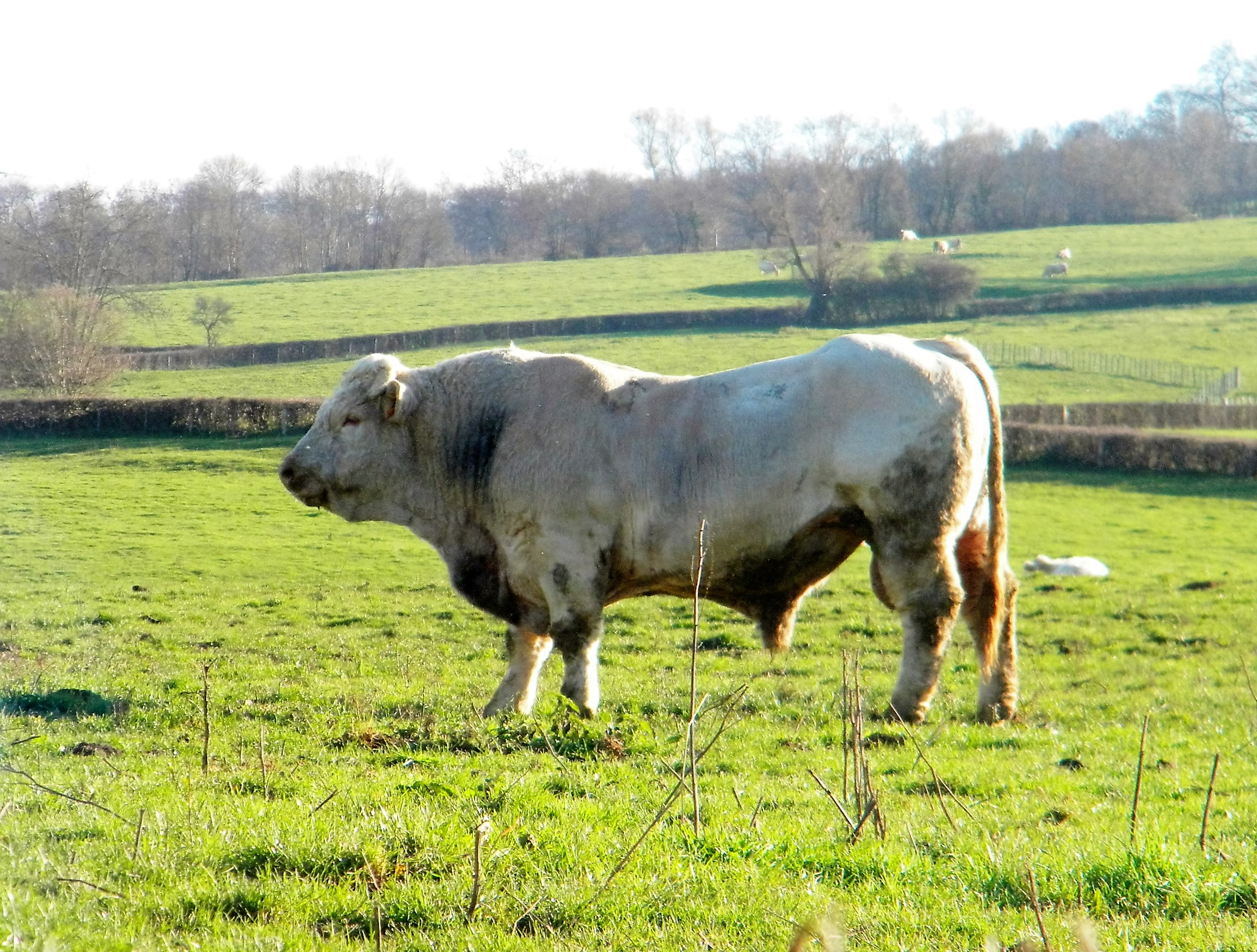
Taureau de race charolaise.

Sarry est d'abord une commune agricole d'élevage de bovins charolais.
La qualité des herbages est depuis longtemps reconnue. Louis Moll et Eugène Gayot, en 1860, écrivent « les herbages qu'on regarde en Saône-et-Loire comme les plus importants sont : le pré de Sarry, de 55 ha, faisant 110 bœufs et rendant net en location foncière 130 à 140 fr par bœuf. ».
En 2015, 41 personnes de 15 ans ou plus ont un emploi, dont 26 ont le statut de salariés et 15 celui de non-salariés.
Le nombre d'établissements actifs dans la commune est de 18 dont 3 dans le domaine de l'agriculture, 1 dans l'industrie, 1 dans la construction, 11 dans le commerce, transports et services divers, et 2 dans l'administration publique, enseignement, santé, action sociale.

## Culture locale et patrimoine

### Lieux et monuments
- L'église de Sarry[26] est néo-classique, construite au XIXe siècle, en 1846, est sous le vocable de l’Assomption de la sainte Vierge. Elle remplace une autre église beaucoup plus ancienne, dédiée à saint Médard, puis à saint Georges. Elle se compose d'une nef unique, voûtée d'un berceau lambrissé en anse de panier. Le transept est constitué d'une travée rectangulaire voûtée d'arêtes. L'ensemble de l'édifice est éclairé par des ouvertures en plein cintre dont quatre pour la nef, deux pour le chœur et une pour les chapelles du transept. Au fond du chœur, dans une niche, est visible une statue en bois polychrome du XVIe siècle de la Vierge à l'Enfant, classée au titre des Monuments historiques depuis le 24 août 1976[27]. Dans la chapelle du transept à droite, au-dessus de l’autel, se trouve un tableau de la fin du XVIIe siècle, classé MH le 1er septembre 1978[28], représentant une Vierge à l’Enfant entourée d’anges musiciens (huile sur toile qui a été restaurée en 1997-1999)[29].

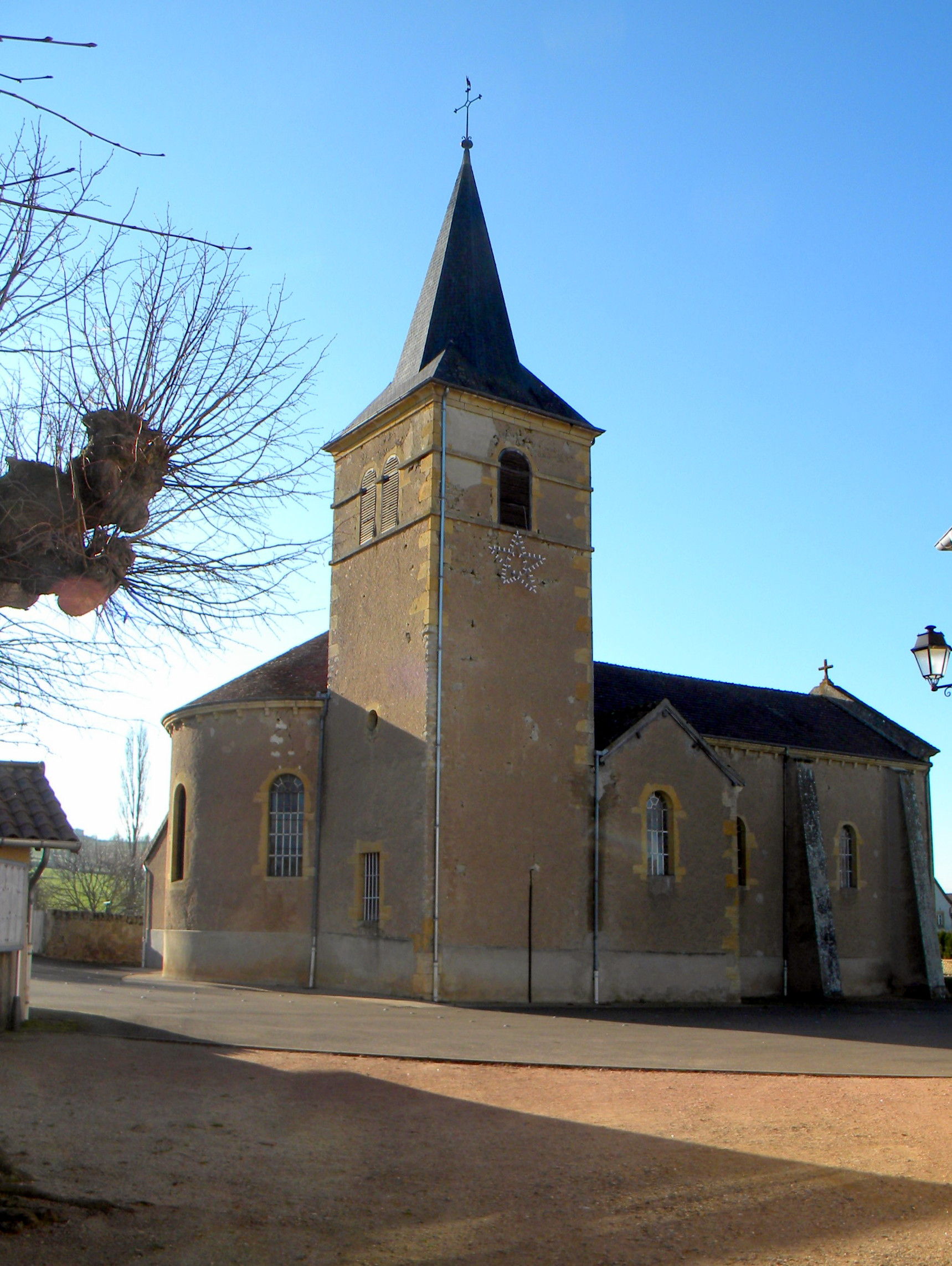
L'église avec son clocher, non en façade, mais accolé au flanc gauche de l'abside.
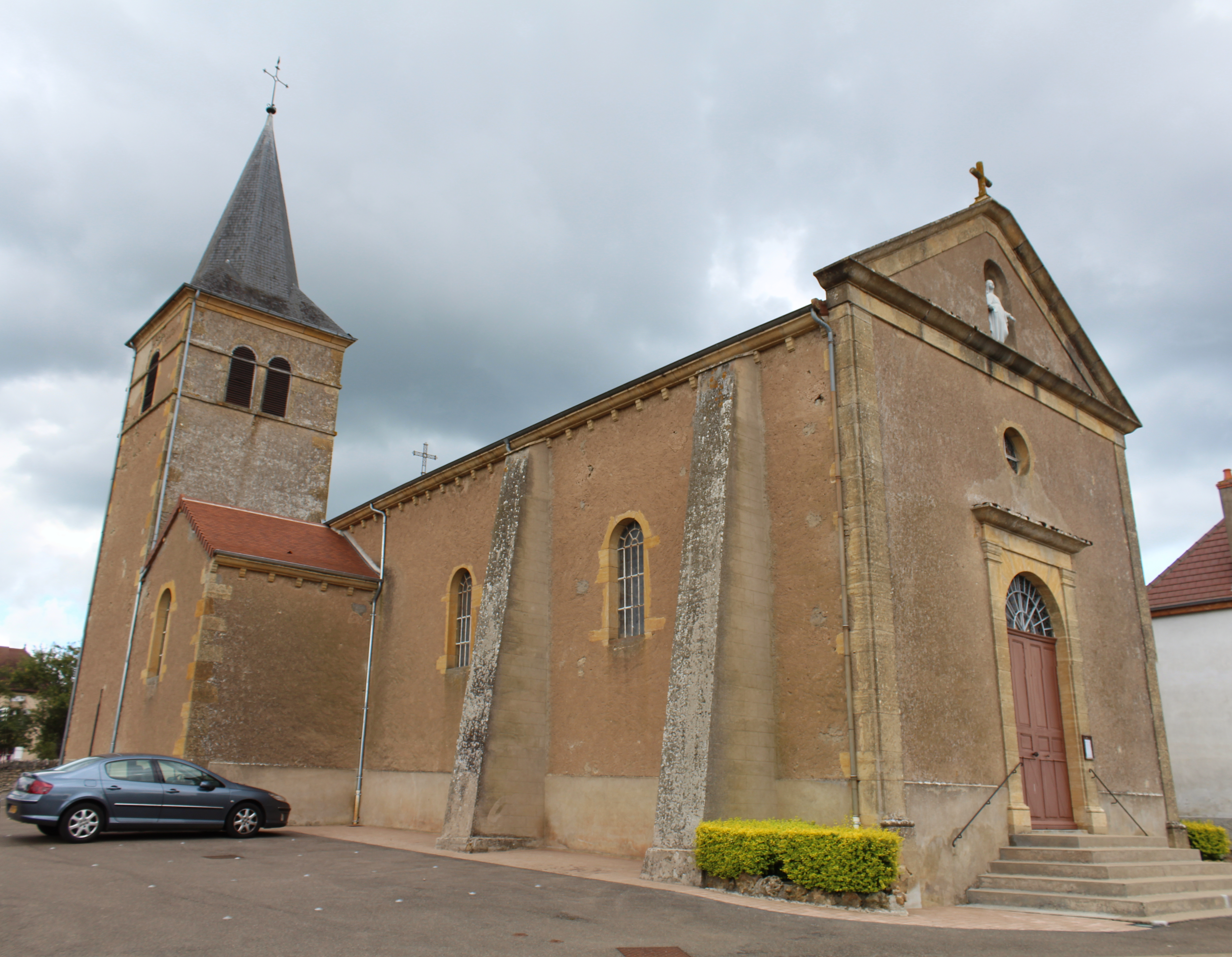
L'église Notre-Dame-de-l'Assomption.
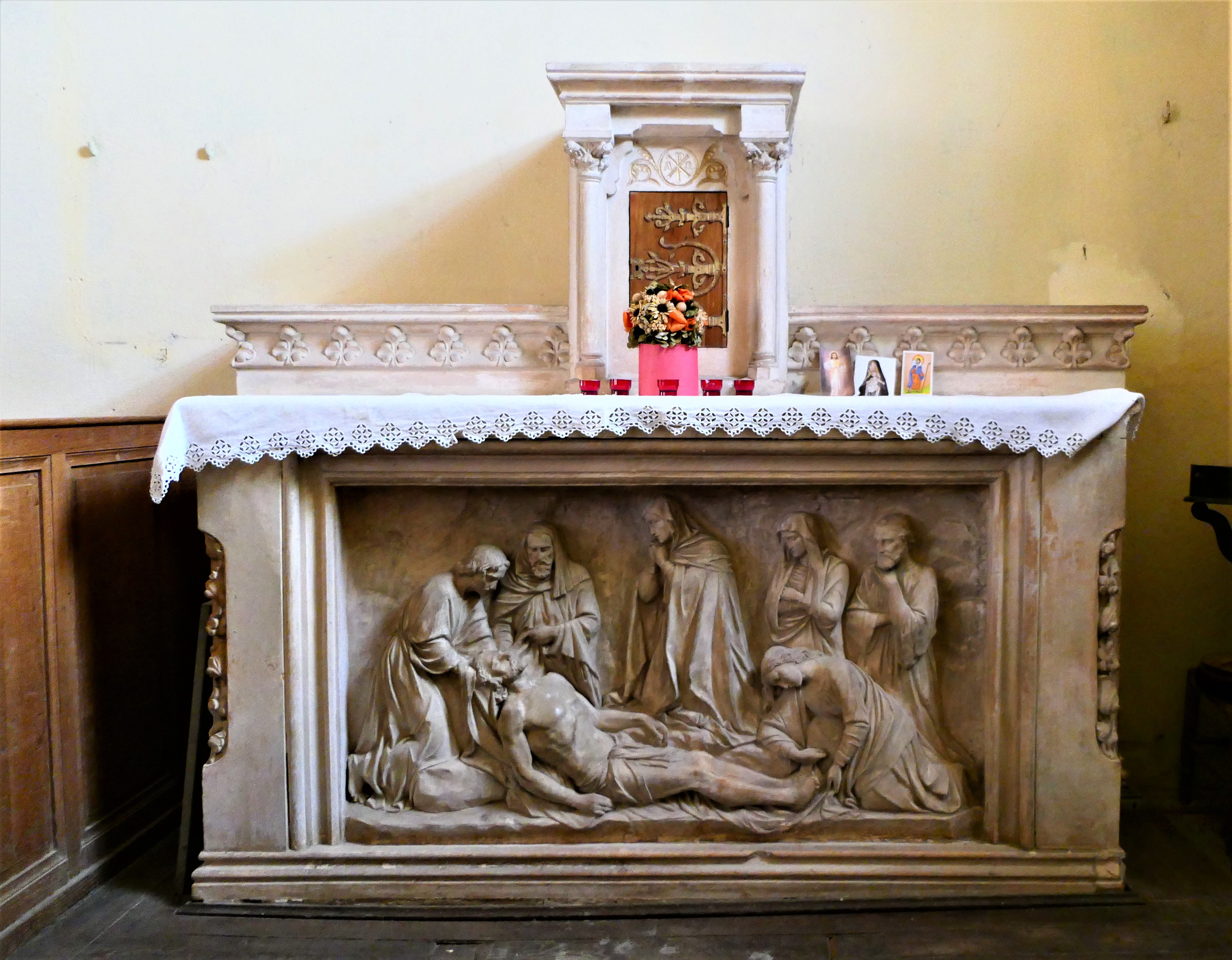
L'autel latéral droit de l'église.
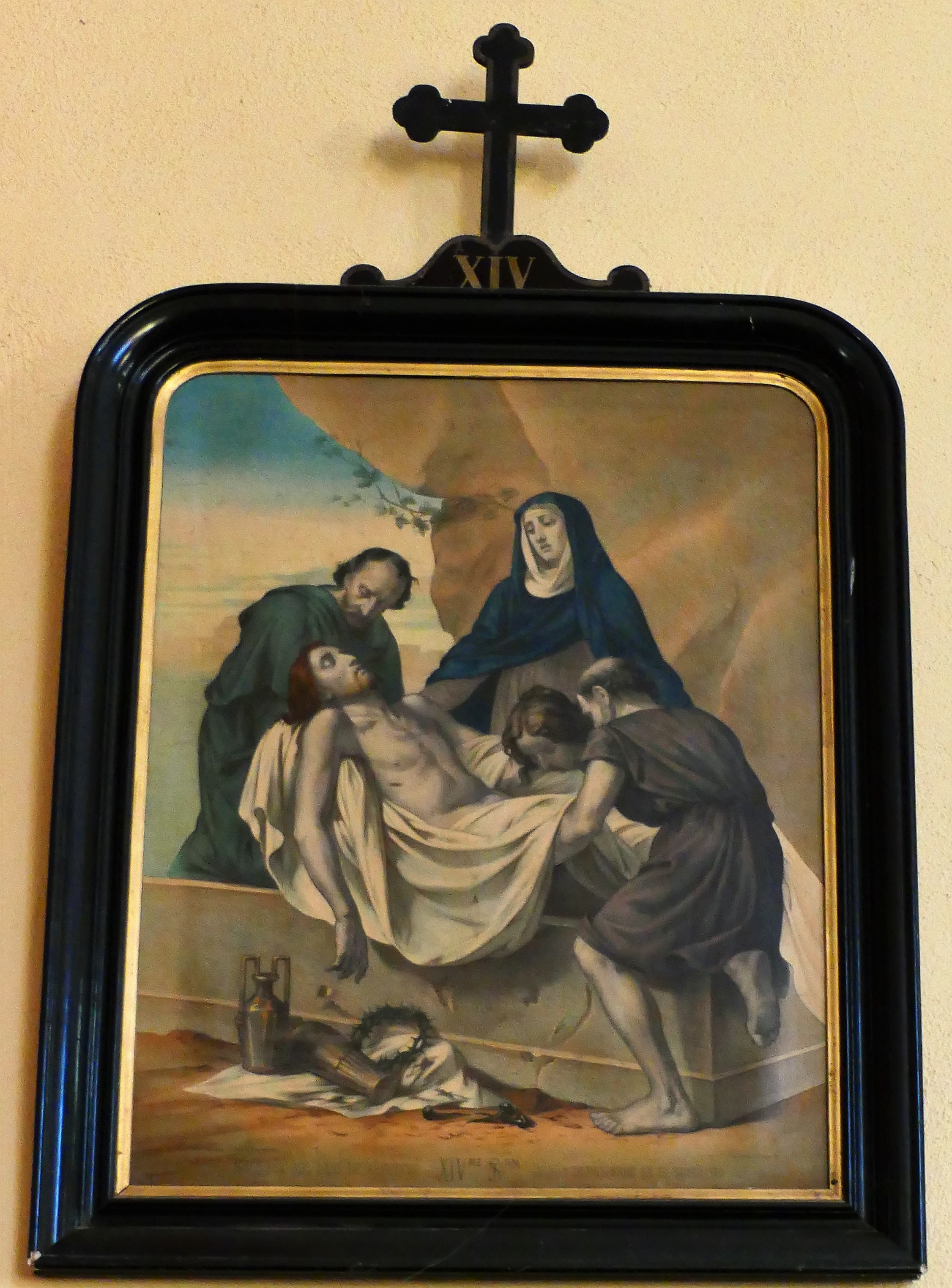
Église, chemin de croix, peint, station : descente de la croix.
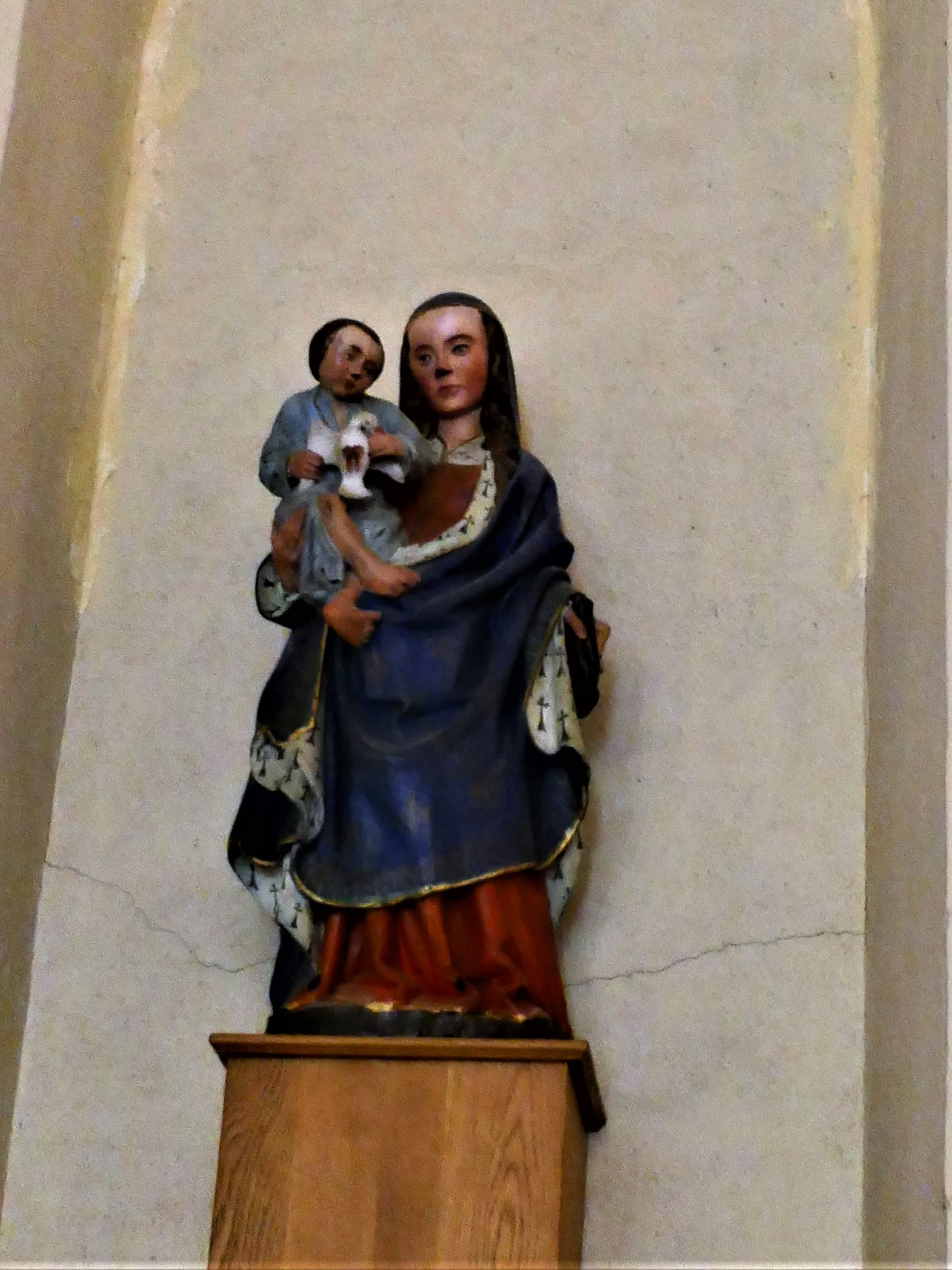
Église, la Vierge à l'Enfant en bois polychrome du XIVe siècle, classée MH en 1976.
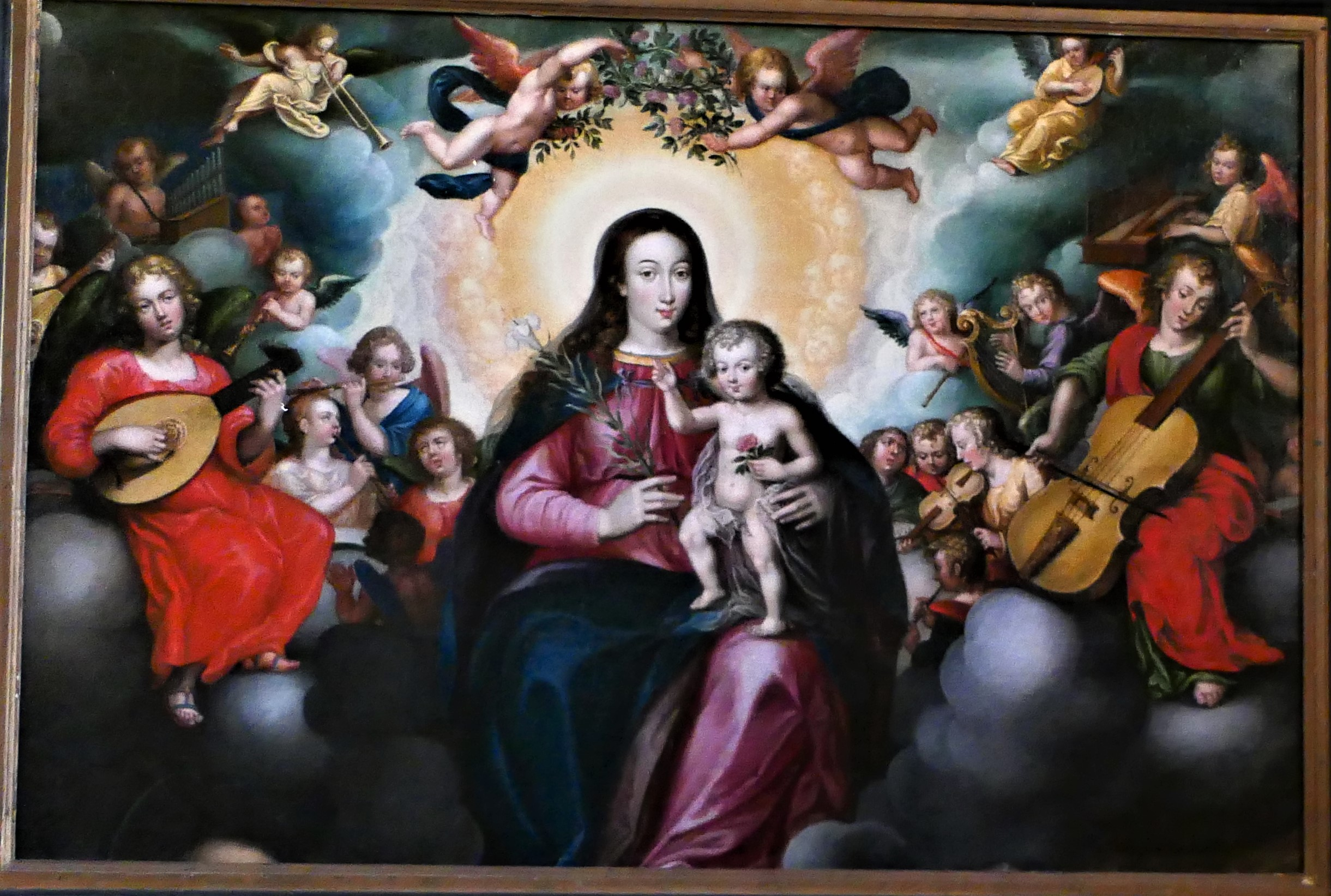
Église, tableau La Vierge et l'Enfant entourés d'anges musiciens, anonyme, style Renaissance italienne (classé MH en 1978).
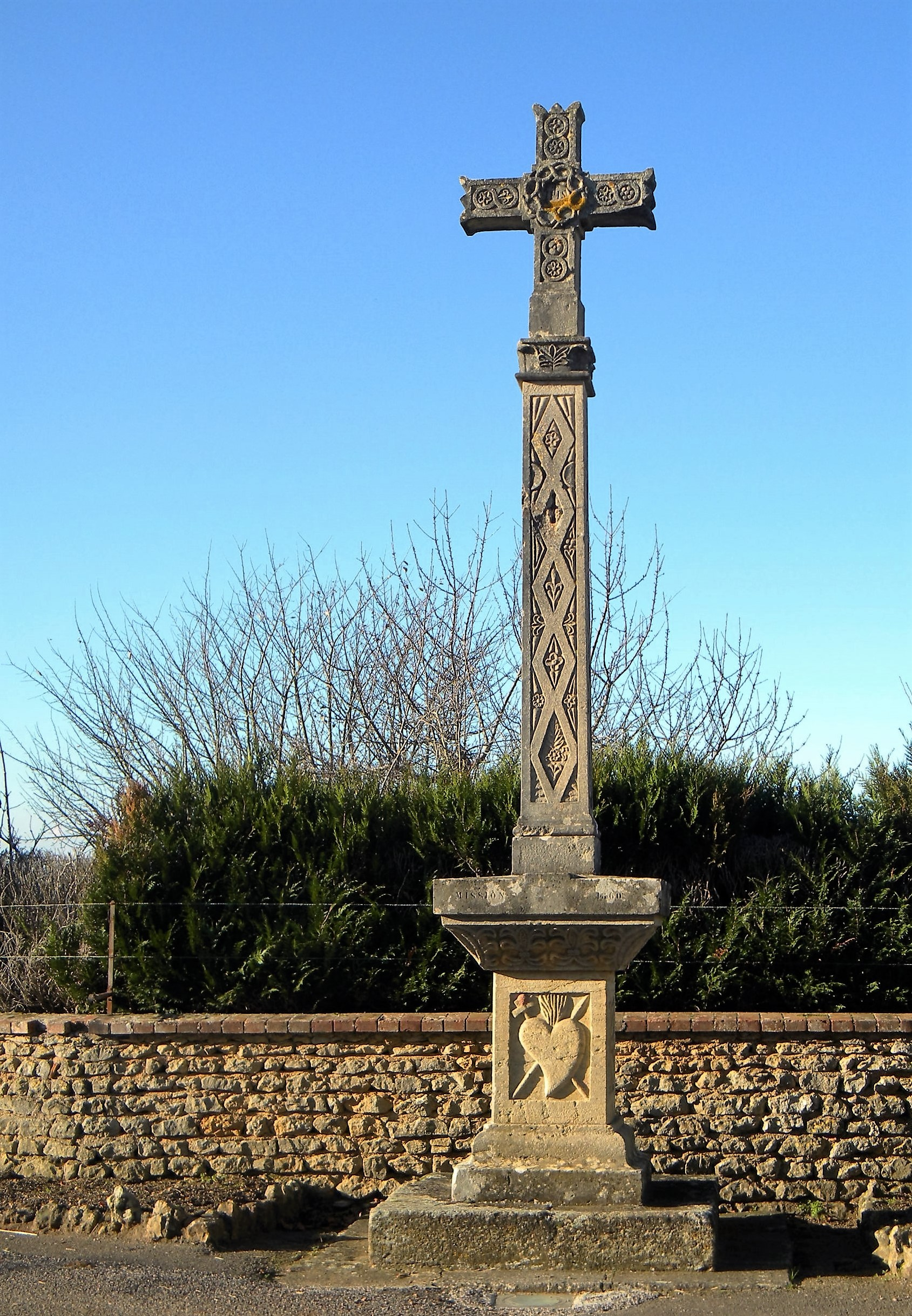
La croix sculptée visible aux abords de la façade de l'église.

- Le vieux château, maison forte dominant le bourg. Elle date de 1303[30]. Lorsque les huguenots incendient l'église de Semur-en-Brionnais, au XVIe siècle, les habitants se réfugient périodiquement dans l'enceinte de cette maison. Ultérieurement elle sera le siège de la baronnie de Sarry et sera habitée successivement par les familles Busseuil-Semur, Sainte-Colombe et le marquis de l'Aubespin.

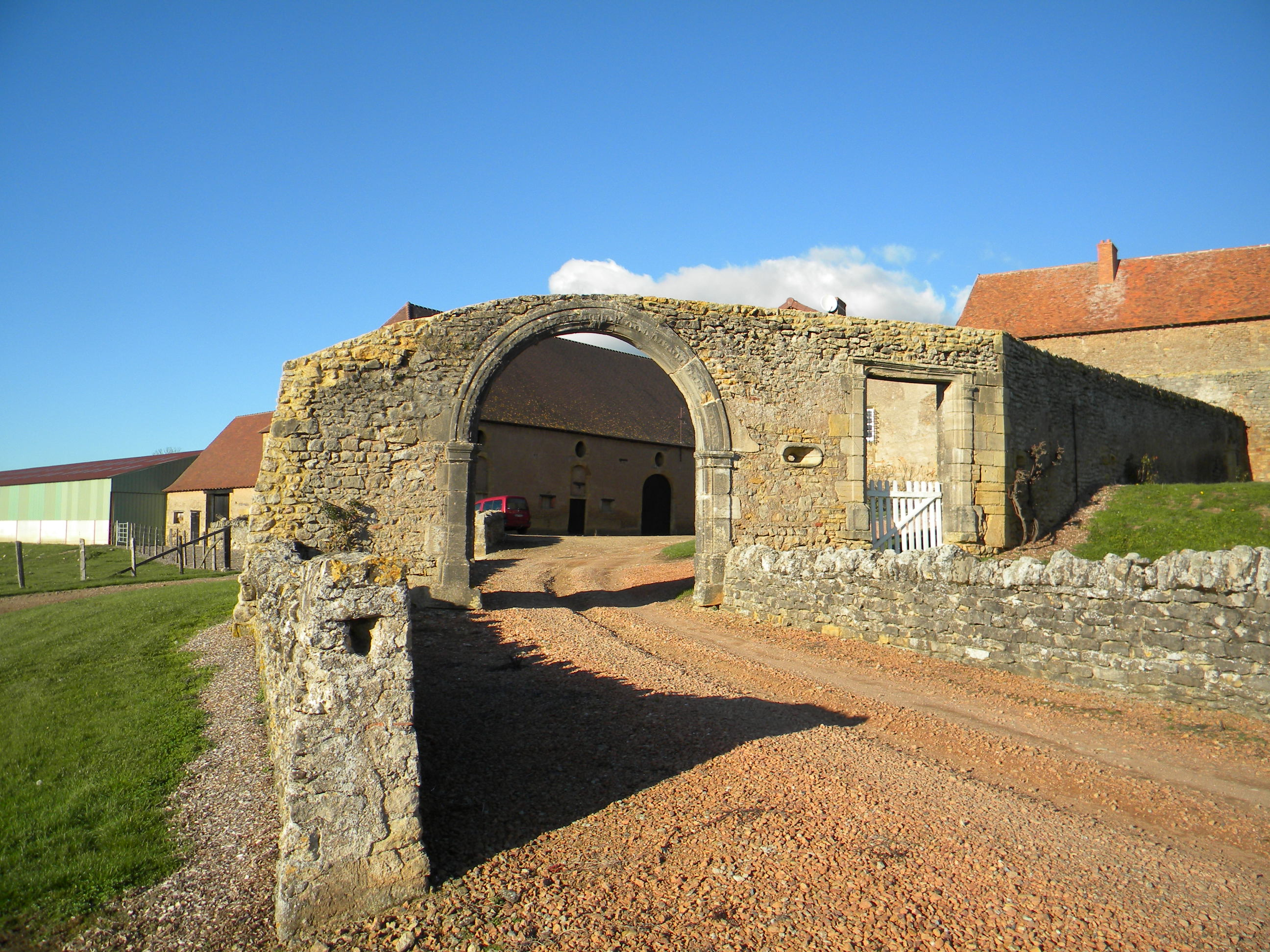
L'entrée de la maison forte.
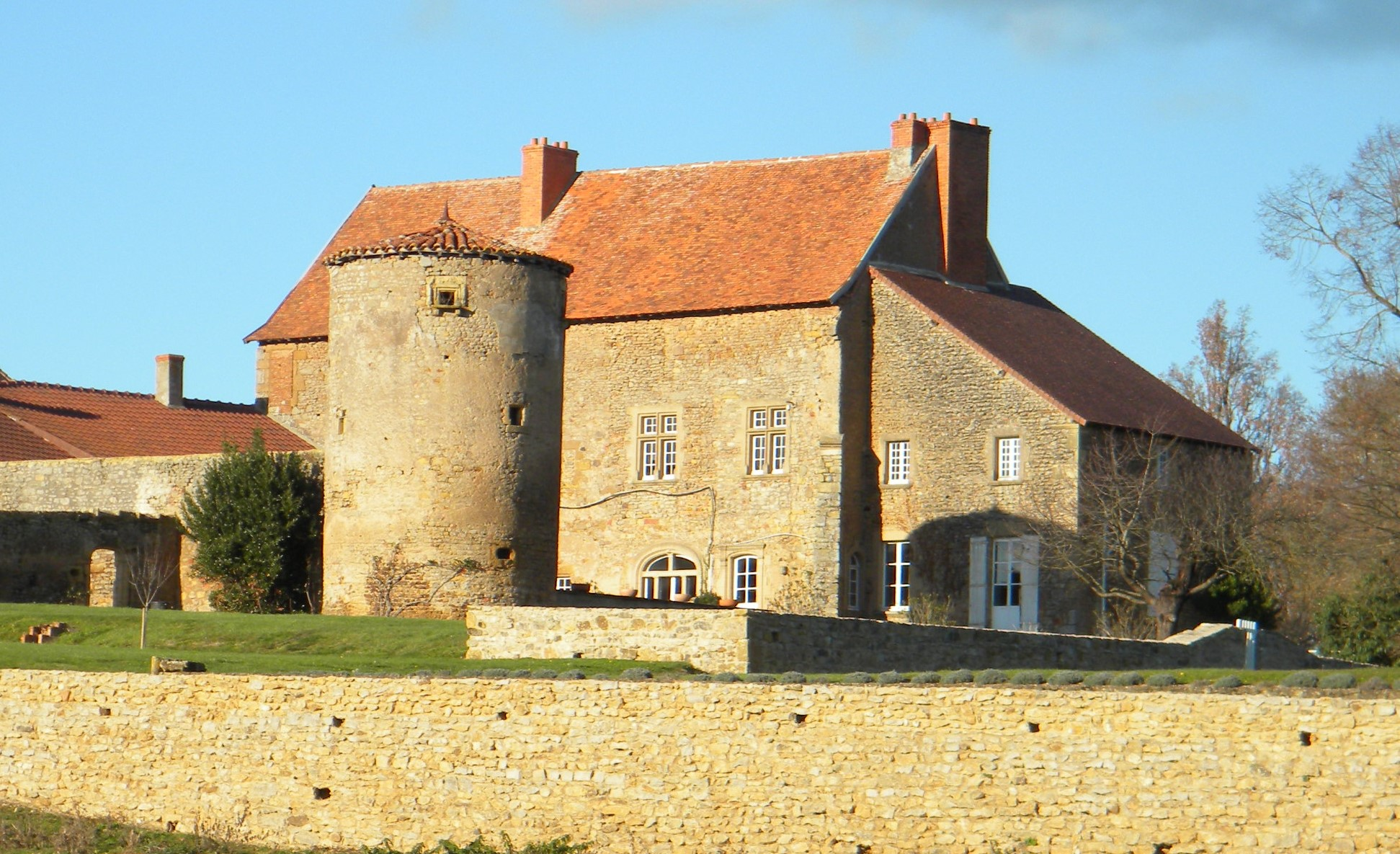
La maison forte, en 2016.

- Château du Magny avec son pigeonnier du XVIIe siècle inscrit au titre des monuments historiques.

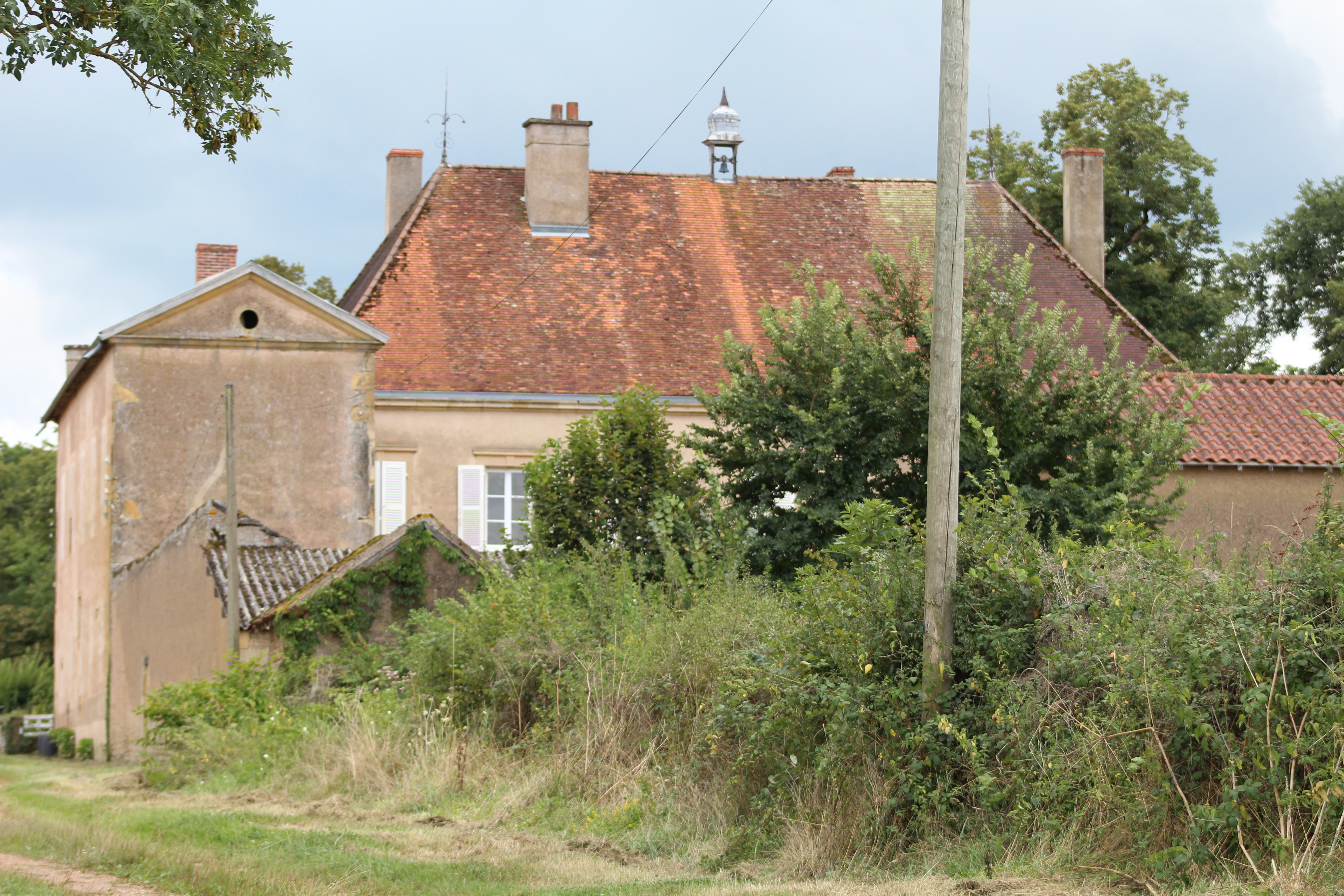
Château.
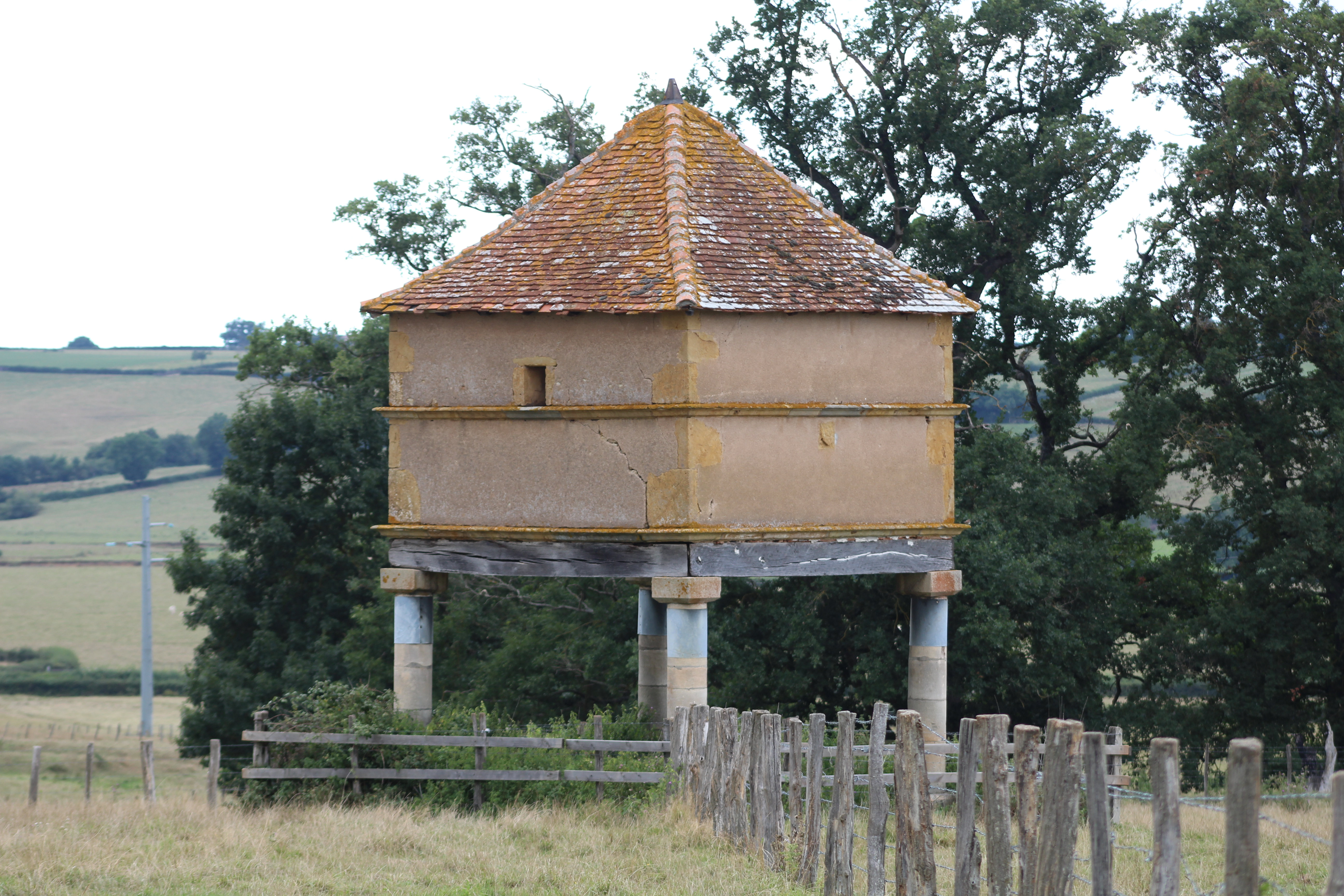
Architecture rurale, pigeonnier.

## Pour approfondir